# Première Nation de Duncan's
Pour les articles homonymes, voir Duncan.
La Première Nation de Duncan's est une bande indienne de l'Alberta au Canada. Elle possède deux réserves et a une population totale inscrite de 303 membres. Elle fait partie du conseil tribal Western Cree Tribal Council et est signataire du Traité 8.

## Démographie
En août 2016, la Première Nation de Duncan's avait une population totale inscrite de 303 membres dont 51,15 % vivaient hors réserve. Selon le recensement de 2011, sur une population totale de 150 personnes, 96,7 % connaissent l'anglais, 23,3 % connaissent une langue autochtone et personne ne connait le français. 13,3 % de la population ont une langue autochtone encore comprise en tant que langue maternelle et 13,3 % parlent une langue autochtone à la maison.

## Géographie
La Première Nation de Duncan's possède deux réserves, toutes deux situées en Alberta, dont la plus grande et la plus populeuse est Duncan's 151A (en),. Le centre de services situé le plus près de la Première Nation est Rivière-la-Paix et la ville importante la plus proche est Edmonton.
| Nom officiel          | Superficie (ha) | Emplacement                             |
| --------------------- | --------------- | --------------------------------------- |
| Duncan's 151A (en)    | 2 036,8         | à 39 km au sud-ouest de Rivière-la-Paix |
| William Mckenzie 151K | 389,3           | à 33 km au nord de McLennan             |

## Gouvernement
La Première Nation de Duncan's est gouvernée par un conseil de bande élu selon un système électoral selon la coutume basé sur la section 11 de la Loi sur les Indiens. Pour le mandat de 2016 à 2019, ce conseil est composé de la chef Virginia (Martha) Gladue et de deux conseillers. La bande fait partie du conseil tribal Western Cree Tribal Council.